# Colorado Classic
Die Colorado Classic ist ein Straßenradrennen in den USA. Das Etappenrennen wird im Bundesstaat Colorado ausgetragen.
Erstmals fand es im August 2017 statt. Zwischen 2011 und 2015 fand schon einmal ein Radrennen in Colorado statt, die USA Pro Challenge. Dieses musste allerdings wegen finanzieller Probleme eingestellt werden. Zu den Etappen fanden an jedem Tag Hobby- und Amateurrennen sowie Musik- und Foodfestivals und ein großer Flohmarkt statt.
Das Rennen ist der Teil der UCI America Tour und ist dort in der Kategorie 2.HC eingestuft. Premierensieger wurde der Italiener Manuel Senni.

## Sieger

### Männer
- 2018  Gavin Mannion
- 2017  Manuel Senni

### Frauen
- 2019  Chloe Dygert